# Kastalische Quelle
Koordinaten: 38° 28′ 59″ N, 22° 30′ 20″ O
Die Kastalische Quelle (altgriechisch Κασταλίη Kastalia oder Kastaliē, neugriechisch Κασταλία πηγή Kastalia pigi) ist eine Quelle am Fuß des Parnassos bei Delfi in Griechenland.

## Beschreibung

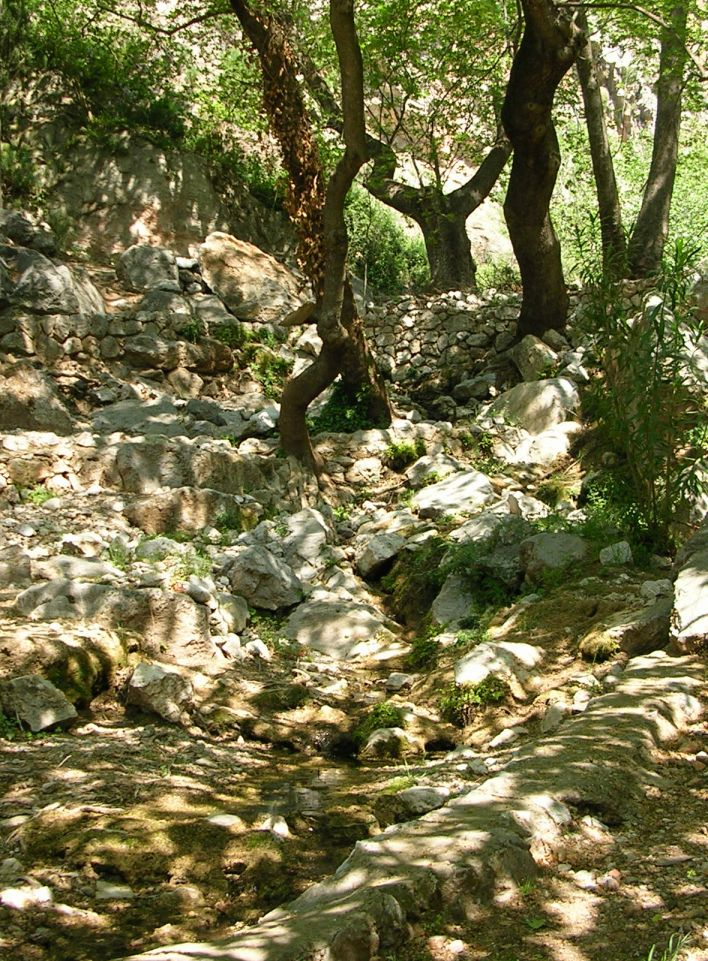
Die Kastalische Quelle in Delfi

Ihren Namen erhielt die Kastalische Quelle nach der mythischen Nymphe Kastalia, die sich auf der Flucht vor dem werbenden Apollon in die Quelle gestürzt habe. In der Antike war die Quelle Apollon und den Musen geweiht. Ihr Wasser wurde von den Besuchern Delphis für rituelle Waschungen benutzt. Trank man von ihrem Wasser, so eine Sage, verlieh die Quelle einem die Dichtergabe. Damals war sie so berühmt, dass ihr Name zuweilen als Synonym für Delphi selbst verwendet wurde. Sie wird auch heute noch für die Trinkwasserversorgung des modernen Delphi genutzt. Ihr Wasser fließt ansonsten als Sturzbach namens Arkoudorrema (Αρκουδόρρεμα) südwärts ins Tal, wo es nach knapp zwei Kilometern in den Plistos mündet.